# هلسینگبوری

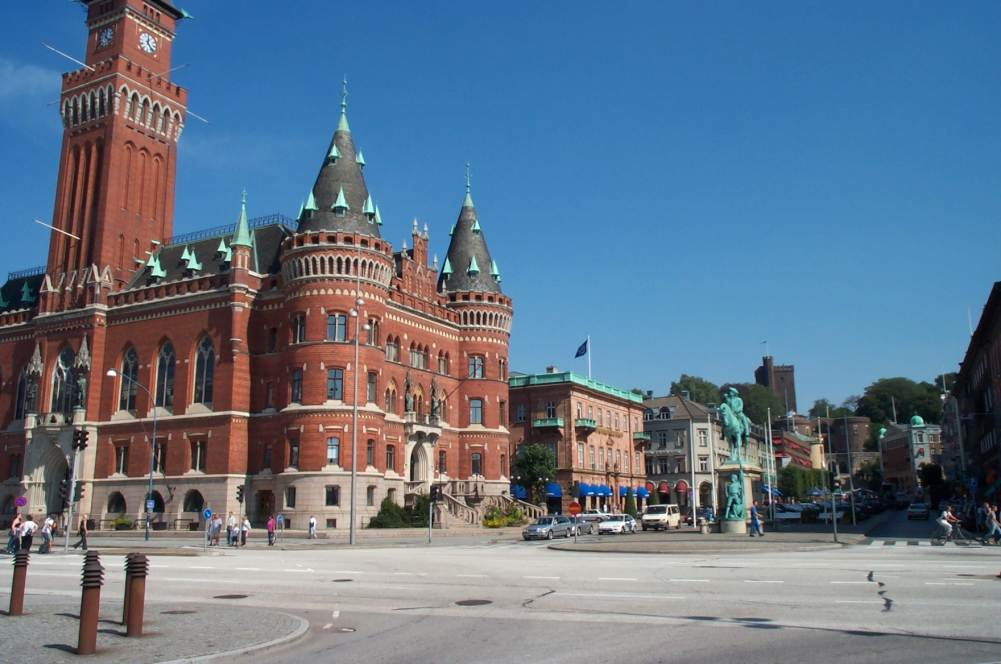
نمایی از شهر هلسینگبورگ

هلسینگبوری (به سوئدی: Helsingborg) شهر و سکونتگاهی است در اسکونه سوئد که بر اساس سرشماری سال ۲۰۰۵ ۹۱.۴۵۷ نفر جمعیت دارد.
جمعیت این شهر سالانه ۱.۷۰۰ نفر بیشتر می‌شود.
هلسینگبوری نزدیکترین مکان در سوئد به دانمارک است و یکی از شهرهای دانمارک به صورت واضح از سمت دیگر تنگه قابل مشاهده است. این شهر ظاهر تاریخی خود را حفظ کرده‌است و ساختمان‌ها و کلیساها و قلعه‌های قرون وسطی در مرکز آن دیده می‌شود.

## نگارخانه

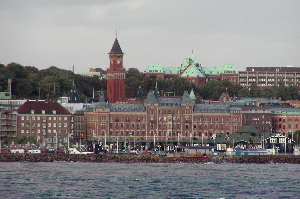
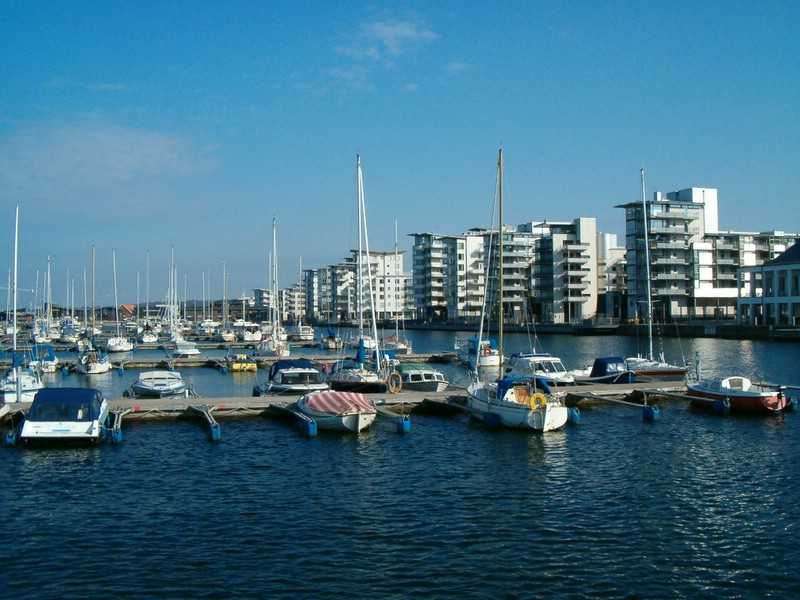
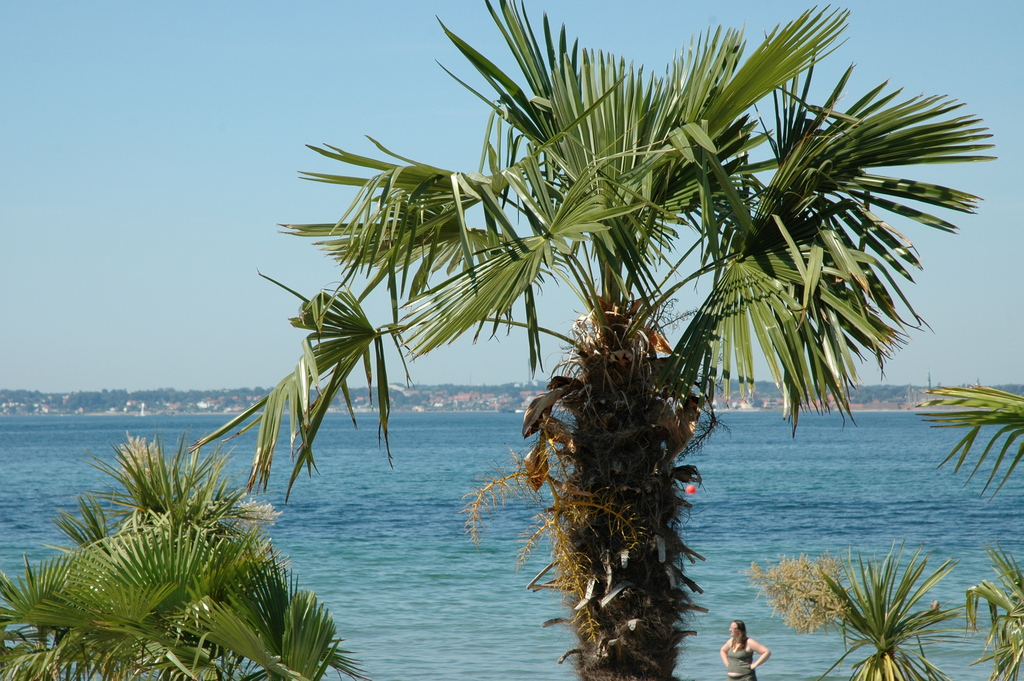
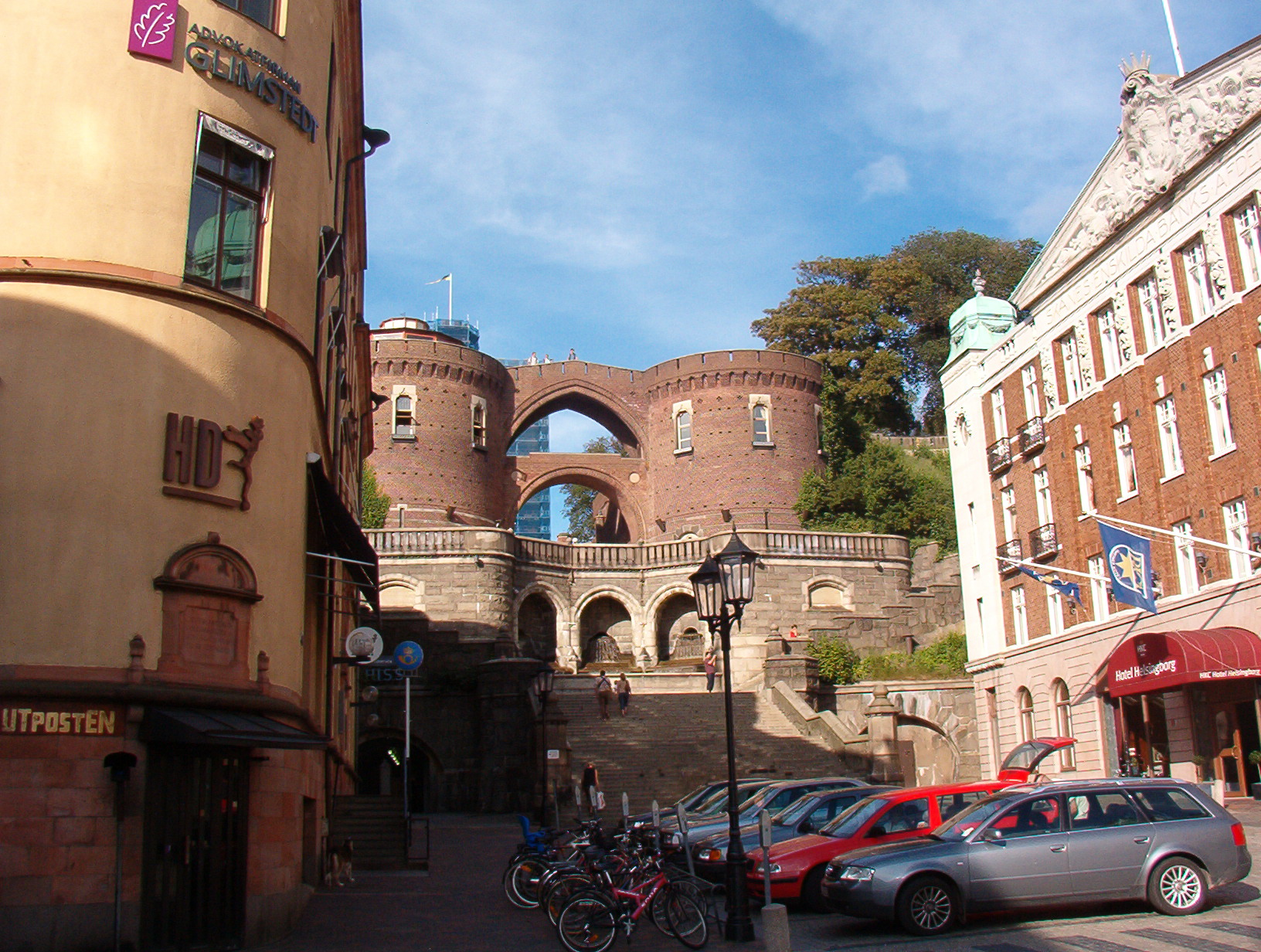
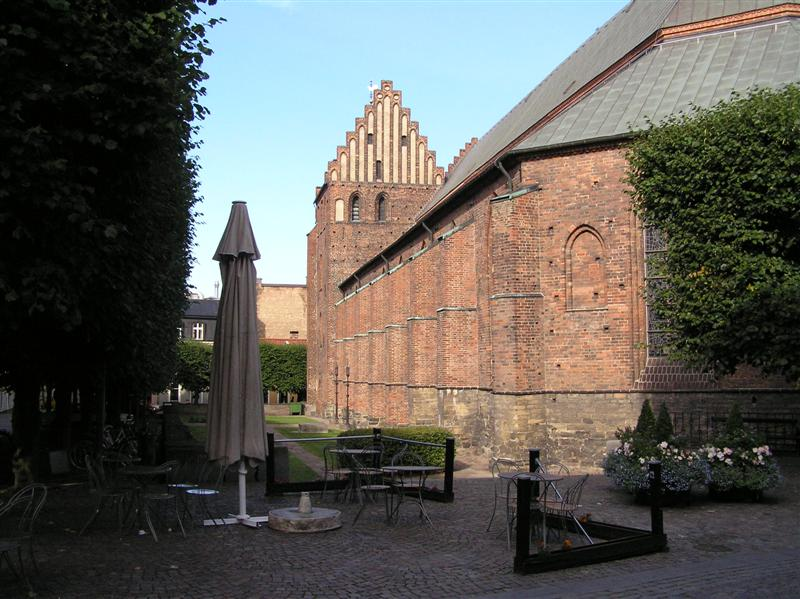
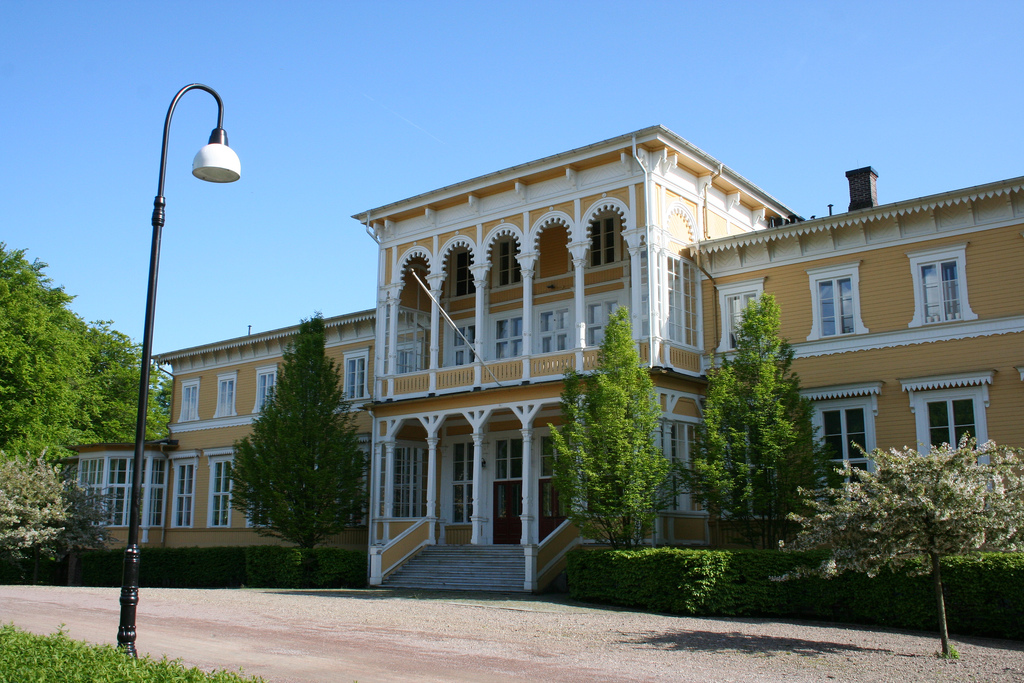
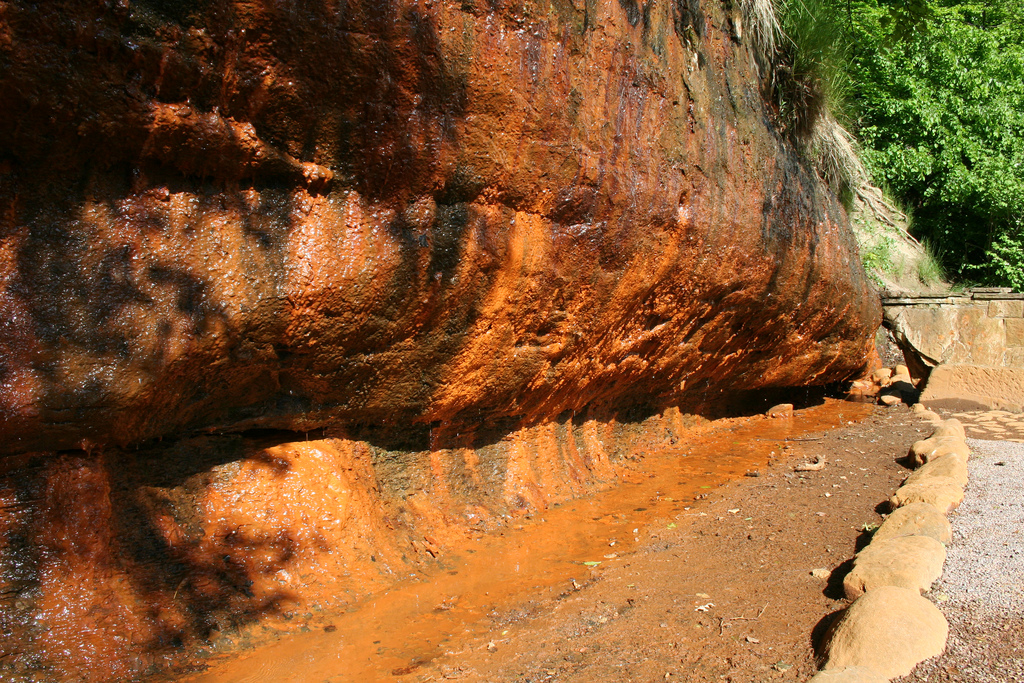
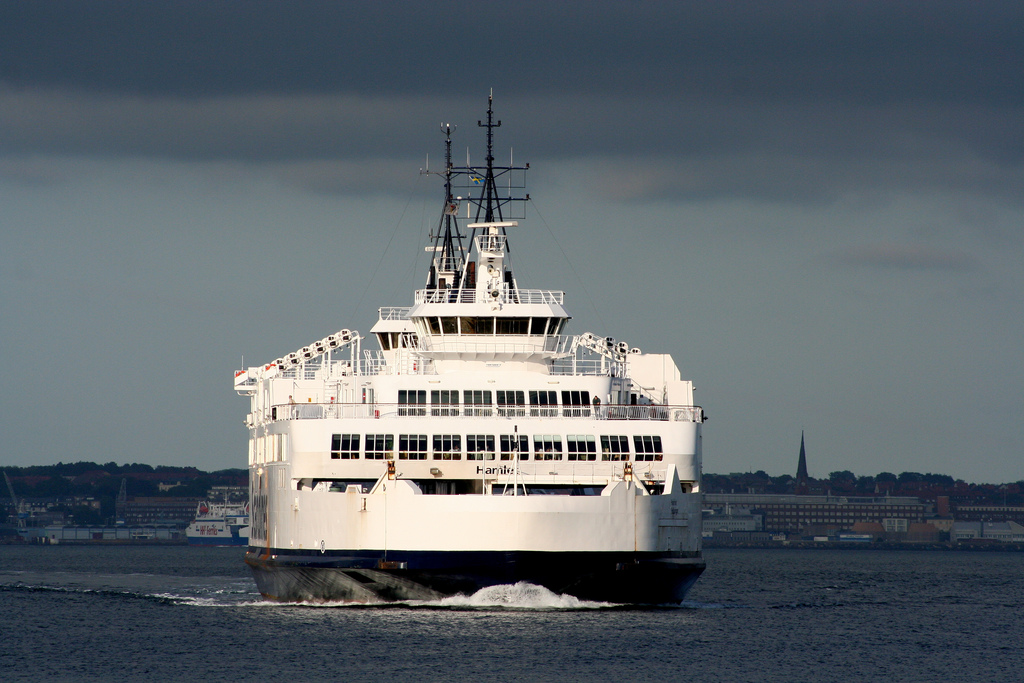
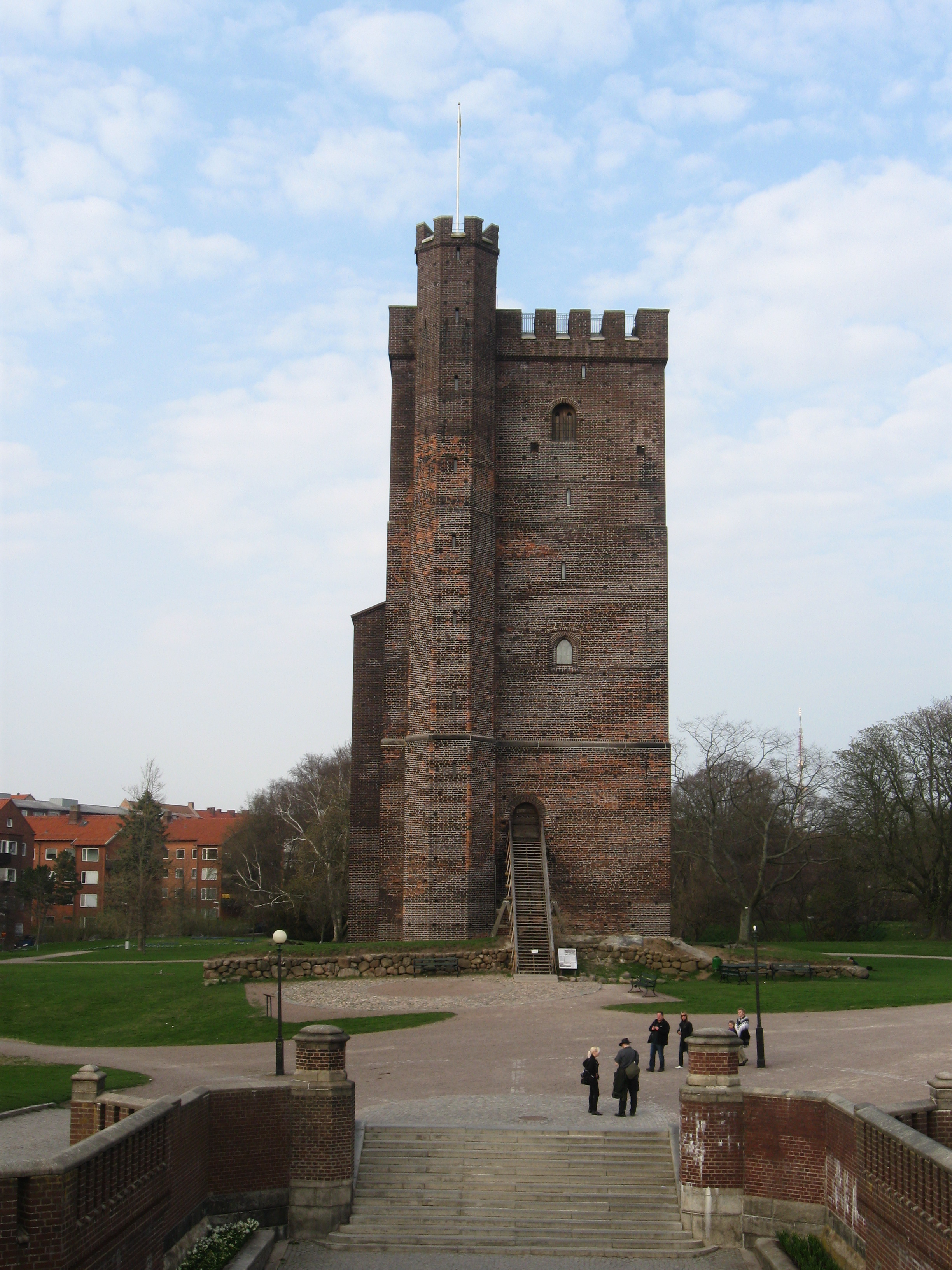
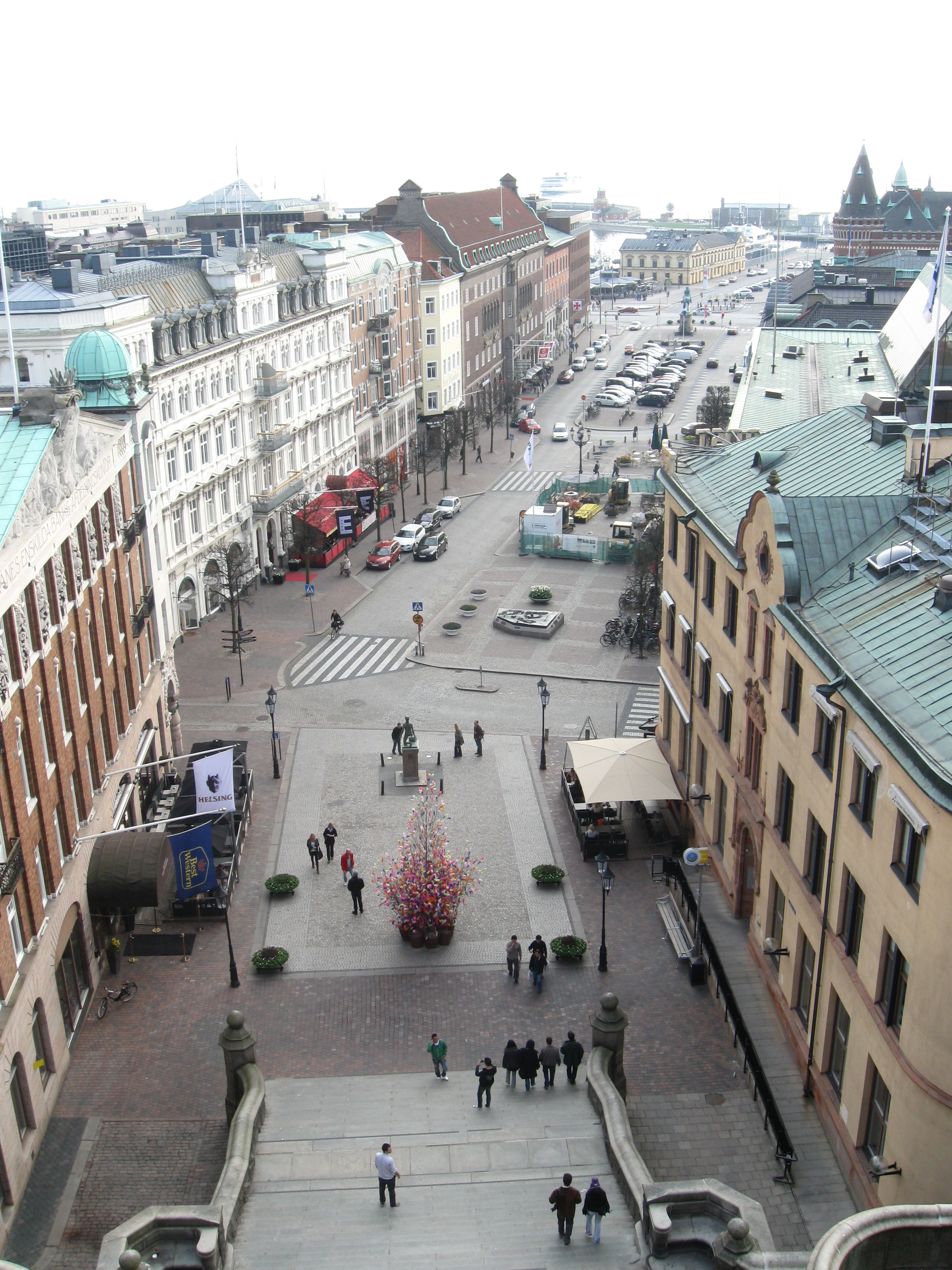
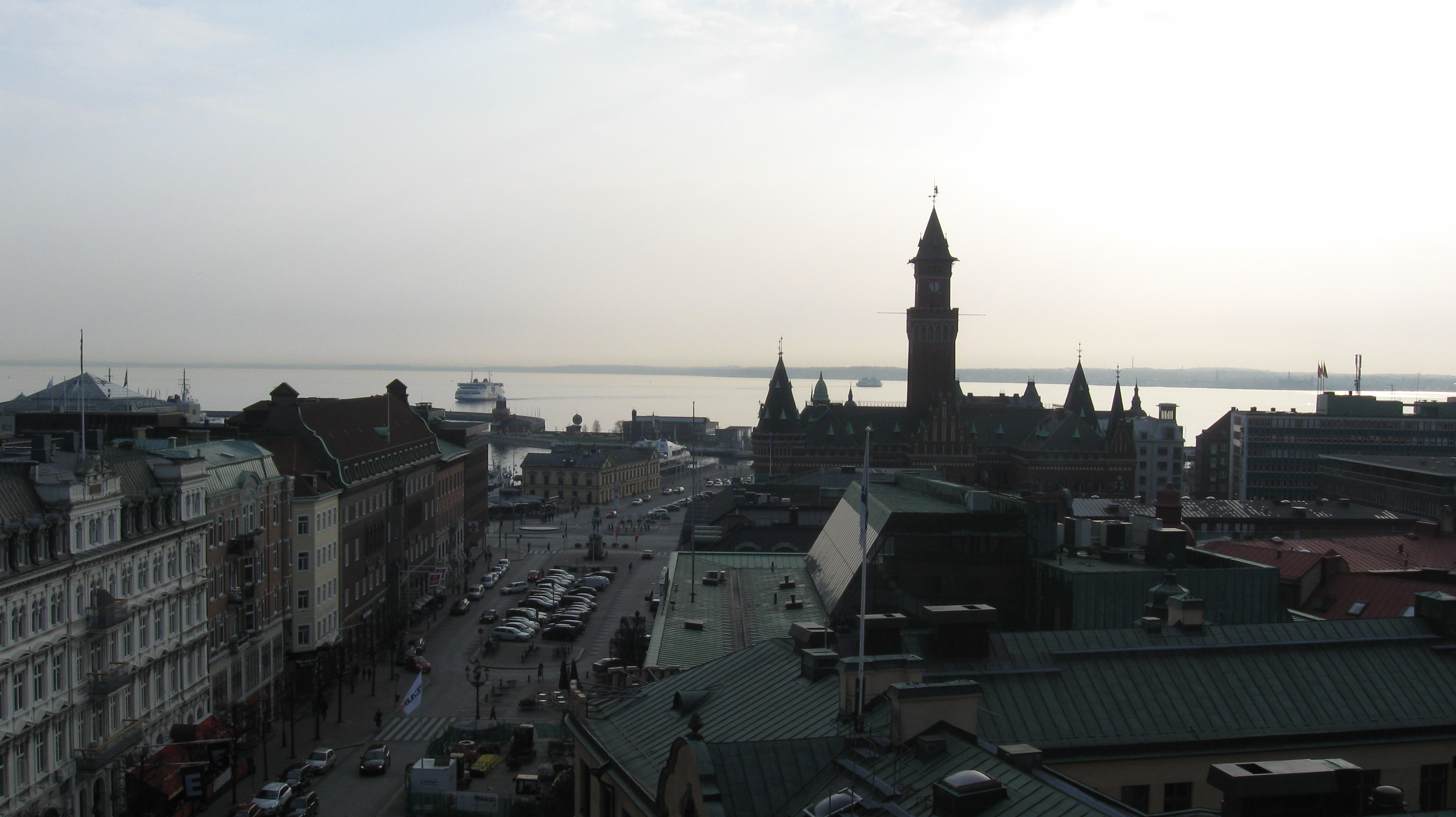
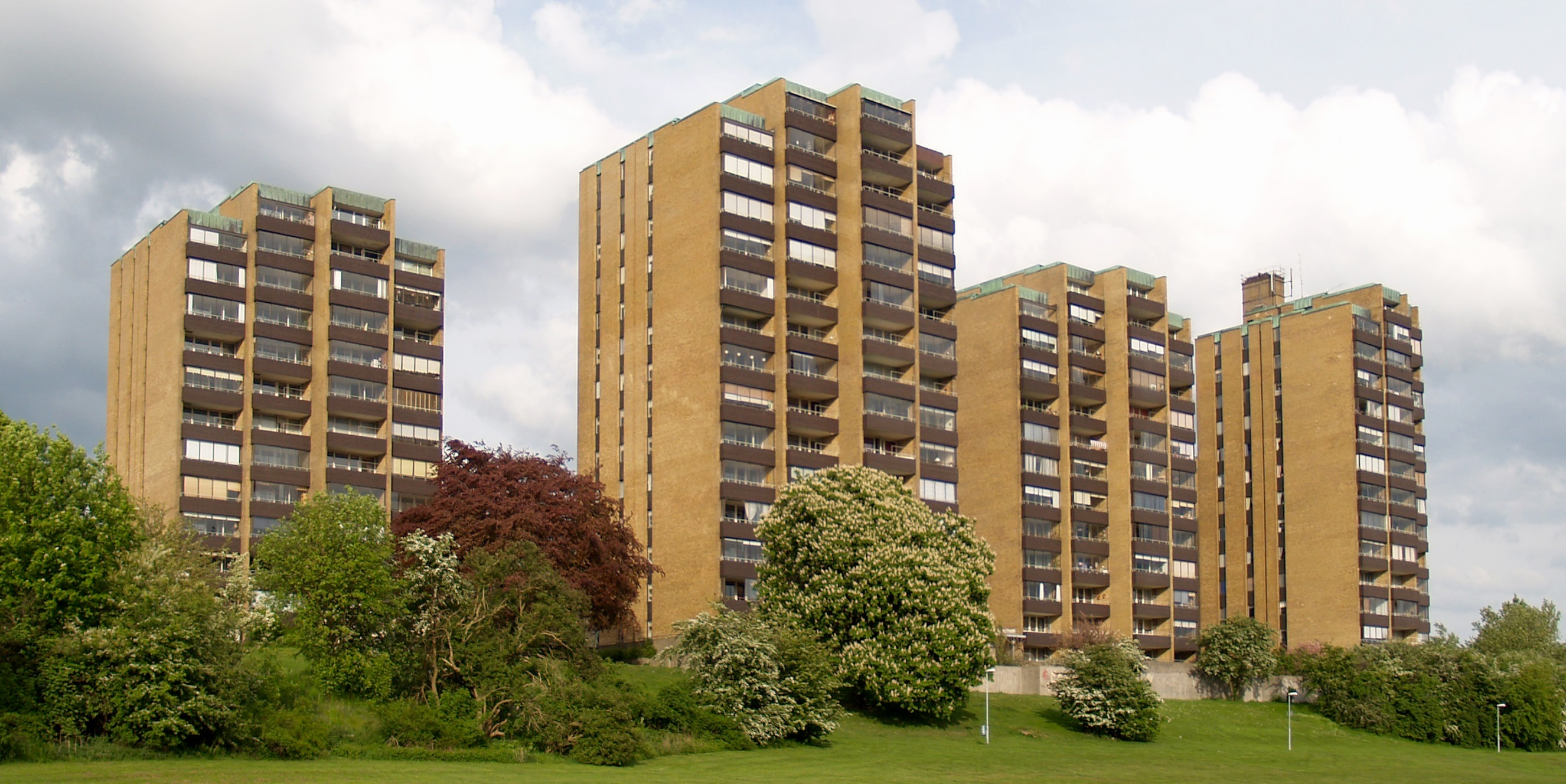